# Стар чифлик
Вижте пояснителната страница за други значения на Чифлик.
Стар чифлик (на гръцки: Παλαιό Τσιφλίκι, Палео Цифлики, катаревуса:  Παλαιόν Τσιφλίκιον, Палеон Цифликион) е бивше село в Егейска Македония, Република Гърция, в дем Костур, област Западна Македония.

## География
Стар чифлик е било разположено на 2 километра северно от Костурското езеро, североизточно от Нов чифлик (Хлои), южно от Сетома (Кефалари) и източно от Апоскеп (Апоскепос).

## История
В „Етнография на вилаетите Адрианопол, Монастир и Салоника“, издадена в Константинопол в 1878 година и отразяваща статистиката на населението от 1873 година, Старий чифлик (Starii tchiflikétomo) е посочено като село в Костурска каза с 20 домакинства и 90 жители българи. Според статистиката на Васил Кънчов („Македония. Етнография и статистика“) в 1900 година Старъ чифликъ има 60 жители българи християни.
На Етнографската карта на Битолския вилает на Картографския институт в София от 1901 година Стар чифлик е чисто българско село в Костурската каза на Корчанския санджак с 10 къщи.
В началото на XX век всички християнски жители на селището са под върховенството на Цариградската патриаршия. По данни на секретаря на Българската екзархия Димитър Мишев („La Macédoine et sa Population Chrétienne“) в 1905 година в Чифлико (Tchifliko), който може и да е Стар чифлик, има 144 българи патриаршисти гъркомани.
След Балканската война селото влиза в Гърция. В 20-те години е напуснато.
В селото е запазена църквата „Света Богородица“.
| Година    | 1913 | 1920 | 1928 | 1940 | 1951 | 1961 | 1971 | 1981 | 1991 | 2001 | 2011 | 2021 |
| --------- | ---- | ---- | ---- | ---- | ---- | ---- | ---- | ---- | ---- | ---- | ---- | ---- |
| Население | 8    | 7    |      |      |      |      |      |      |      |      |      |      |

## Личности
Починали в Стар чифлик
- Абедин бей (? – 1900), едър земевладелец, убит от ВМОРО